# Milatyn (obwód rówieński)
Milatyn (ukr. Милятин, hist. pol. Milatyn Buryny) – wieś na Ukrainie, w obwodzie rówieńskim, w rejonie rówieńskin, w hromadzie Ostróg. W 2001 liczyła 684 mieszkańców, spośród których 607 wskazało jako ojczysty język ukraiński, 2 rosyjski, 4 białoruski, a 1 inny.
Do 2020 roku w rejonie ostrogskim.
W okresie międzywojennym wieś Milatyn Buryny znajdowała się w granicach II RP, wchodząc w skład gminy Sijańce w powiecie zdołbunowskim, w województwie rówieńskim.